# (37281) 2000 YA61
2000 YA61 (asteroide 37281) é um asteroide troiano de Júpiter. Possui uma excentricidade de 0.06360640 e uma inclinação de 5.76222º.
Este asteroide foi descoberto no dia 30 de dezembro de 2000 por LINEAR em Socorro.